# Walperswil

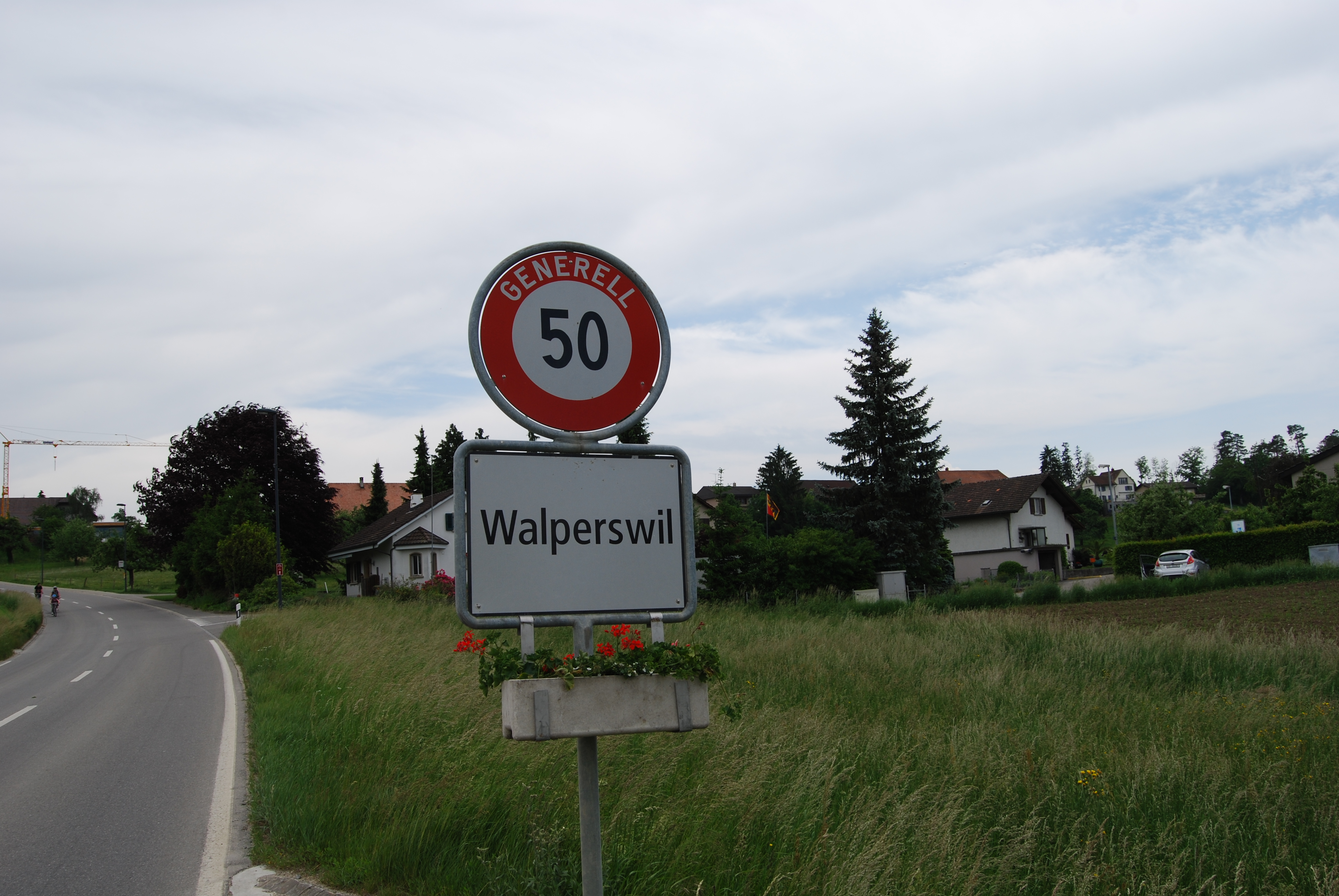
Walperswil

Walperswil is een gemeente en plaats in het Zwitserse kanton Bern, en maakt deel uit van het district Seeland.
Walperswil telt 959 inwoners.